# Plassen Buchverlage
Unter der Dachmarke Plassen Buchverlage bündelt die im oberfränkischen Kulmbach ansässige Börsenmedien AG ihre verlegerischen Aktivitäten im Buchbereich. Die Plassen Buchverlage vereinen die Labels „Börsenbuchverlag“, „books4success“ und „Plassen Verlag“.

## Entstehung
1989 gründete der Unternehmer Bernd Förtsch den Börsenbuchverlag, die heutige Börsenmedien AG. Im gleichen Jahr veröffentlichte er mit „One up on the Wall Street“ von Börsenlegende Peter Lynch den ersten Titel. 2006 wurde das Portfolio mit „books4success“ und 2012 mit „Plassen Verlag“ erweitert. Seit 2015 firmieren die drei Labels „Börsenbuchverlag“, „books4success“ und „Plassen Verlag“ unter der Dachmarke Plassen Buchverlage. Im Zuge dieser Neuorganisation wurden auch die drei Label-Logos neugestaltet, die ab November 2015 erstmals auf allen Imprints zu sehen waren.